# Robert Johnson (aviatore)
Robert Samuel Johnson (Lawton, 21 febbraio 1920 – Tulsa, 27 dicembre 1998) è stato un militare e aviatore statunitense che prestò servizio nella United States Army Air Forces come ufficiale aviatore durante la seconda guerra mondiale.
Fu uno degli assi statunitensi.

## Biografia
Nato nello Stato di Oklahoma, studiò al Lawton public schools, dove eccelleva in atletica e poi al Cameron Junior College, dove si esercitò nel Civilian Pilot Training Program (CPT), con un totale di pratica di 100 ore. Continuava con piccoli lavori part-time.
Nell'estate del 1941 entrò nell'United States Army. Sposò una ex compagnia di scuola, Barbara Morgan a Benton nello Stato del Missouri il 21 febbraio e completò il suo addestramento di volo. Entrò nel 61st Fighter Squadron il 19 luglio 1942, a Bridgeport stato del Connecticut, il suo primo scontro aereo lo ebbe il 18 aprile 1943, il primo aereo abbattuto il 13 giugno 1943
Il suo ultimo aereo nemico abbattuto fu nell'8 maggio 1944, giungendo a 89 missioni sostenute fra aprile 1943 e maggio 1944.